# محمد علي مهدييف
محمد علي مهدييف (مواليد 9 أبريل 1993) هو لاعب جودو أذربيجاني، شارك في أولمبياد 2016 و2020.